# 蘇爾根

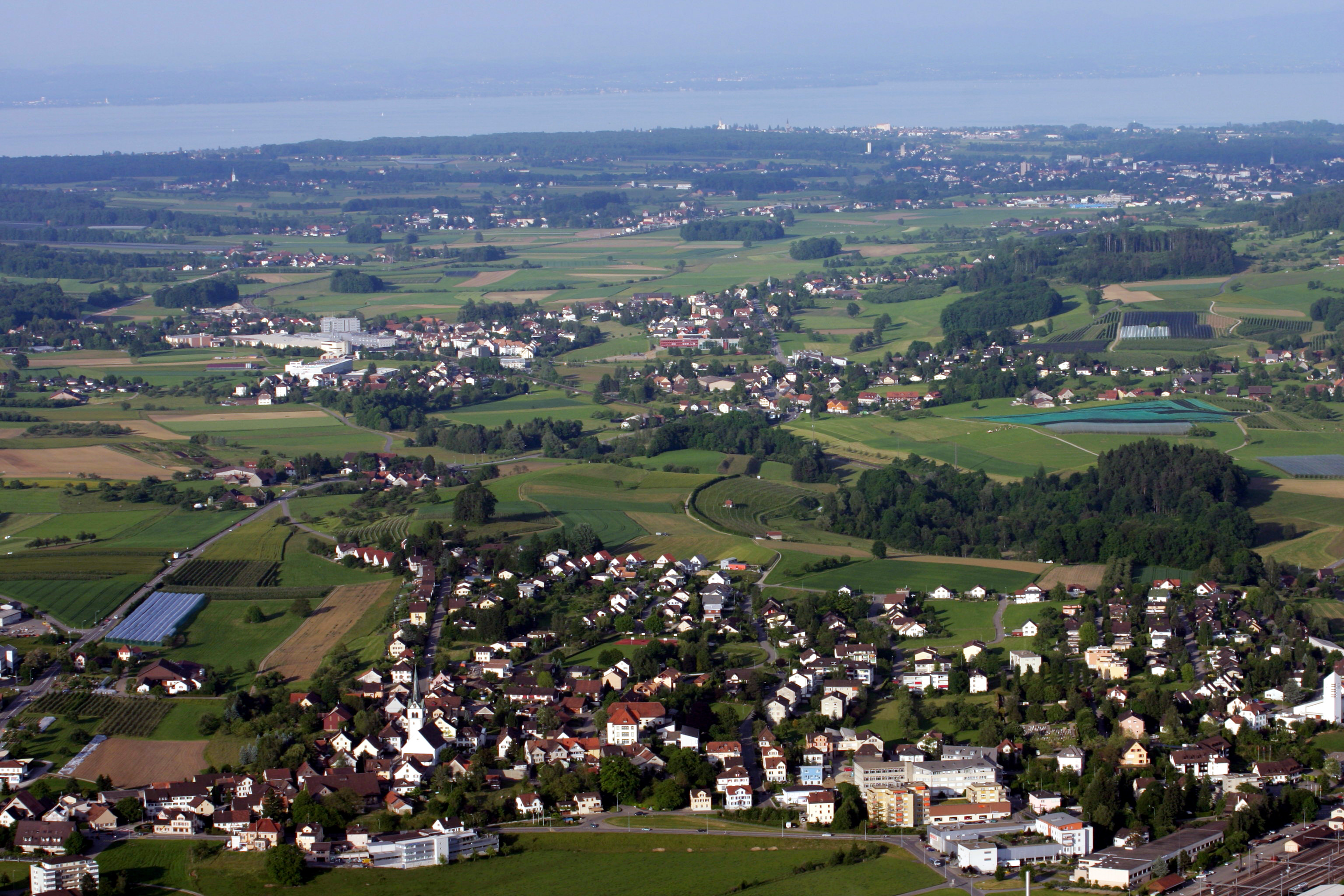

蘇爾根是瑞士的城鎮，位於該國東北部，由圖爾高州負責管轄，面積9.13平方公里，海拔高度460米，2012年人口3,542，四成人口信奉基督教，人口密度每平方公里388人。